# Узричје
Узричје је насељено место у Босни и Херцеговини у општини Горњи Вакуф-Ускопље. Административно припада Федерацији Босне и Херцеговине, односно њеном Средњобосанском кантону. Према попису становништва из 2013. у насељу је било 126 становника, а већинско становништво у насељу били су Бошњаци.

## Становништво
По последњем службеном попису становништва из 2013. године у насељу Узричје живело је 126 становника, а село је било етнички хомогено са већинском бошњачком популацијом.
| Националност | 2013. | 1991.        | 1981.        | 1971.        |
| Бошњаци      | —     | 138 (69,70%) | 132 (67,35%) | 124 (74,70%) |
| Хрвати       | —     | 60 (30,30%)  | 64 (32,65%)  | 42 (25,30%)  |
| Срби         | —     | 0            | 0            | 0            |
| остали       | —     | 0            | 0            | 0            |
| Укупно       | 126   | 198          | 196          | 166          |